# Narimi Arimori
Narimi Arimori (有森也実, Arimori Narimi), née le 10 décembre 1967 à Yokohama, est une actrice japonaise.

## Biographie
En 1987, Narimi Arimori reçoit deux prix de la meilleure révélation féminine pour son interprétation dans Prise finale (キネマの天地, Kinema no tenchi) de Yōji Yamada. C'est un film de commande pour le 50e anniversaire des studios Ōfuna (ja) de la Shōchiku et dans lequel les personnages du réalisateur Ogata, interprété par Ittoku Kishibe, et de la jeune actrice Koharu Tanaka qui est élevée au rang de star, interprétée par Narimi Arimori, sont inspirés respectivement de Hiroshi Shimizu et de Kinuyo Tanaka.

## Filmographie sélective
- 1986 : Hoshizora no mukō no kuni (星空のむこうの国?) de Kazuya Konaka : Lisa
- 1986 : Prise finale (キネマの天地, Kinema no tenchi?) de Yōji Yamada : Koharu Tanaka
- 1986 : Otoko wa tsurai yo: Shiawase no aoi tori (男はつらいよ 幸福の青い鳥?) de Yōji Yamada
- 1989 : Four Days of Snow and Blood (226, Ni ni roku?) de Hideo Gosha : Sumiko Niu
- 1989 : Yume no matsuri (夢の祭り?) de Hideo Osabe : Chiyo Mizuno
- 1989 : Harasu no ita hibi (ハラスのいた日々?) de Tomio Kuriyama : Eriko Hosokawa
- 1990 : Gekidō no 1750 nichi (激動の1750日?) de Sadao Nakajima : Misako Wakatake
- 1993 : She's Rain (シーズ・レイン, Shizu Rein?) de Mitsuhito Shiraha
- 1998 : Blue Fake (ブルーフェイク, Burū feiku?) de Yasunari Izuma
- 1998 : Gokudō kaisan: Shiawase ni narō ne (極道解散 しあわせになろうね?) d'Akio Murahashi
- 2002 : Gin no otoko: Roppongi densetsu (銀の男 六本木伝説?) de Gen Takahashi
- 2002 : Gin no otoko: Aomori junjō hen (銀の男 青森純情篇?) de Gen Takahashi
- 2002 : Graveyard of Honor (新・仁義の墓場, Shin Jingi no Hakaba?) de Takashi Miike : Chieko Kikuta
- 2003 : The Man in White (許されざる者, Yurusarezaru mono?) de Takashi Miike
- 2008 : Komori seikatsu kōjō kurabu (小森生活向上クラブ?) d'Ikki Katashima
- 2010 : Ikuko kara no tegami (育子からの手紙?) d'Akio Murahashi : Mayumi Masuoka
- 2017 : Inumukoiri (いぬむこいり?) d'Ikki Katashima : Azusa

## Récompenses
Sauf indication contraire, les informations mentionnées dans cette section peuvent être confirmées par la base de données cinématographiques IMDb,  présente dans la section « Liens externes ».
- Japan Academy Prize de la révélation de l'année pour Prise finale en 1987[2]
- Prix Blue Ribbon de la meilleure nouvelle actrice  pour Prise finale en 1987